# Aşağı Göynük
Aşağı Göynük è un comune dell'Azerbaigian situato nel distretto di Şəki. Conta una popolazione di 2 599 abitanti.